# Zenocolaspis subtropica
Zenocolaspis subtropica är en skalbaggsart som först beskrevs av Schaeffer 1906.  Zenocolaspis subtropica ingår i släktet Zenocolaspis och familjen bladbaggar. Inga underarter finns listade i Catalogue of Life.